# Гольф на літніх Олімпійських іграх 1900
Літні Олімпійські ігри 1900 року відбулися в Парижі, Франція, на яких дебютував гольф як Олімпійський вид спорту. Було проведено два змагання з гольфу, індивідуальні змагання серед чоловіків та жінок. Як і в більшості інших подій на Олімпійських іграх 1900 року, мало хто з учасників, якщо такі є, уявляли, що вони беруть участь в Олімпійських іграх.

## Формат проведення
Чоловічий дивізіон складався з турніру на 36 лунок, а жіночий – лише на 9 лунок.
Чоловічі та жіночі змагання відбулися в клубі Комп'єнь, який знаходиться приблизно за 50 км на північ від Парижа. Цей гольф-клуб був побудований в 1896 році і є одним з небагатьох полів для гольфу, побудованих за межами Великої Британії чи Ірландії в 19 столітті. Поле для гольфу було спроектовано М. В. Фрімантлом і побудоване в межах іподрому Комп’єнь.

## Медалі

### Таблиця медалей
| Місце             | Країна                |   |   |   | Усього |
| ----------------- | --------------------- | - | - | - | ------ |
| 1                 | США (USA)             | 2 | 1 | 1 | 4      |
| 2                 | Велика Британія (GBR) | 0 | 1 | 1 | 2      |
| Усього (2 країни) | Усього (2 країни)     | 2 | 2 | 2 | 6      |

### Медалі за дисциплінами
| Дисципліна | Золото                | Срібло                 | Бронза                |
| ---------- | --------------------- | ---------------------- | --------------------- |
| Чоловіки   | Чарльз Сендс (USA)    | Уолтер Резерфорд (GBR) | Девід Робертсон (GBR) |
| Жінки      | Маргарет Ебботт (USA) | Полін Віттієр (USA)    | Еббі Пратт (USA)      |

## Країни, що брали участь
- Велика Британія (GBR) (4)
- Греція (GRE) (1)
- США (USA) (8)
- Франція (FRA) (9)